# Roar Johansen (futbolista)
Roar Johansen (Fredrikstad, 8 de julio de 1935-ibídem, 23 de octubre de 2015) fue un futbolista noruego que jugaba en la demarcación de defensa.

## Selección nacional
Jugó un total de 61 partidos con la selección de fútbol de Noruega. Debutó el 28 de mayo de 1958 en un partido amistoso contra Países Bajos, encuentro celebrado en el Ullevaal Stadion que acabó con empate a cero. Además disputó partidos del Campeonato nórdico de fútbol y clasificaciones de Eurocopa, Mundial de fútbol y Juegos Olímpicos.

## Clubes

### Como futbolista
| Club           | País    | Año         | Partidos | Goles |
| -------------- | ------- | ----------- | -------- | ----- |
| Fredrikstad FK | Noruega | 1952 - 1967 | 190      | 5     |

### Como entrenador
| Club           | País    | Año  |
| -------------- | ------- | ---- |
| Fredrikstad FK | Noruega | 1977 |

## Palmarés

### Campeonatos nacionales
| Título          | Club           | País    | Año  |
| --------------- | -------------- | ------- | ---- |
| Tippeligaen     | Fredrikstad FK | Noruega | 1952 |
| Tippeligaen     | Fredrikstad FK | Noruega | 1954 |
| Tippeligaen     | Fredrikstad FK | Noruega | 1957 |
| Tippeligaen     | Fredrikstad FK | Noruega | 1960 |
| Tippeligaen     | Fredrikstad FK | Noruega | 1961 |
| Copa de Noruega | Fredrikstad FK | Noruega | 1957 |
| Copa de Noruega | Fredrikstad FK | Noruega | 1961 |
| Copa de Noruega | Fredrikstad FK | Noruega | 1966 |